# Canzonissima 1958
Canzonissima 1958  è una trasmissione musicale, andata in onda dal 22 ottobre del 1958 al 4 gennaio del 1959.

## Il programma
A partire dal 1958, il varietà associato alla Lotteria di Capodanno prese il nome di Canzonissima (denominazione che manterrà anche negli anni successivi, ad eccezione del periodo compreso tra il 1963 e il 1967) e la forma di una competizione tra cantanti professionisti, che venivano votati dal pubblico televisivo con le cartoline abbinate ai biglietti della lotteria.
Quest'edizione di Canzonissima fu condotta da Renato Tagliani affiancato da Enza Soldi, Ugo Tognazzi (sostituito dopo sei puntate da Walter Chiari) e Gianni Agus, con la partecipazione di Lauretta Masiero, Scilla Gabel e Corrado Pani. Il programma andava in onda mercoledì sera; gli autori erano Garinei e Giovannini, la regia era affidata ad Antonello Falqui, la direzione musicale a Franco Pisano e le coreografie erano di Donald Saddler..
La gara fu vinta da Nilla Pizzi con la canzone L'edera; al secondo posto si classificò Claudio Villa con la canzone Arrivederci Roma.